# Славитино (Новгородская область)
Славитино — деревня в Волотовском муниципальном районе Новгородской области, административный центр Славитинского сельского поселения. Площадь территории относящейся к деревне — 61,9 га.
Деревня расположена в Приильменской низменности, находится на высоте 83 м над уровнем моря. Непосредственно к Славитину примыкают ещё три деревни: Ильино, Конотопцы и Заболотье.

## Население
| 2010 |
| ---- |
| 162  |

Постоянное население деревни — 162 чел. (2011), хозяйств — 58. В деревне 2 улицы: Садовая и Центральная, а также 3 переулка Вишнёвый, Гагаринский и Школьный.

## Экономика, социально-значимые объекты и достопримечательности
- МОУ основная общеобразовательная школа
- два магазина: продовольственный и хозяйственный
- отделение связи (закрыто в 2012 году)